# Жуковець (Березинський район)
Жуковець (біл. вёска Жуковец) — село в складі Березинського району Мінської області, Білорусь. Село підпорядковане Березинській сільській раді, розташоване в східній частині області.